# Perypter
Perypter, perypteros (gr. perípteros) – świątynia (czasami inny budynek), którą otacza pojedyncza kolumnada. 
W Rzymie budowane czasami tak zwane peripteros sine postico, czyli perypter bez kolumnady z tyłu, co było związane z fasadowym charakterem rzymskich świątyń.
Najsłynniejszym przykładem perypteru jest Partenon na Akropolu ateńskim.
Perypter okrągły – świątynia na planie koła, z cellą otoczoną pojedynczą kolumnadą.

Perypter